# Инокентий VIII
Инокентий VIII (на латински: Innocentius P.P. VIII), роден Джовани Батиста Чибо (на италиански: Giovanni Battista Cybo; * 1432, Генуа, Генуезка република; † 25 юли 1492, Рим, Папска държава), е глава на Римокатолическата църква от 1484 г. до смъртта си, 213-ия поред в традиционното броене.

## Произход
Той е син на Арано (или Ароне) Чибо – мъж със сенаторски ранг, и на Теодорина де Мари от древно генуезко семейство. Семейството, свързано с Дория, принадлежи към генуезкия патрициат и участва във фракцията на гвелфите, водена от Фрегозо. По време на войните за наследството на Неаполитанското кралство през първата половина на XV век Ароне Чибо участва активно, като дипломатически представител, в подкрепата, която Генуа предоставя на Анжуйците в борбата им срещу Арагонците. Когато последните надделяват обаче, Чибо няма затруднения да се включи като високопоставен служител в правителствения апарат, който Алфонсо I Великодушни създава в Кралство Неапол. В неаполитанския двор, където прекарва последните години от живота си, дълго време живее и синът му Джован Батиста, когото той има в доста напреднала възраст. Има един брат: Маурицио, губернатор на Сполето.

## Биография

### Живот в Неапол в двора на краля
След като е назначен за сенатор на Рим през 1455 г. от папа Калист III, баща му Ароне е назначен за вицекрал на Кралство Неапол – много висока държавна служба, и след това се премества в Неапол. Там Джовани Батиста получава различни назначения, познавайки удоволствията на светския живот и през годините става баща на седем деца, две от които са законно признати, въпреки че не се жени за майката, която остава неизвестн. Останалите пет деца са представени като негови племенници и влизат в папския двор.

### Църковна кариера
По заповед на баща си Джовани Батиста по-късно се премества в Падуа и в Рим, където продължава обучението си. През 1457 г., след смъртта на баща си, той започва религиозна кариера, скоро се премества в Папския двор в Рим и постъпва на служба при кардинал Филипо Каландрини, който му помага много в кариерата. След като печели доверието на папа Павел II, той получава различни задачи от него, включително повишението в епископ на Савона на 5 ноември 1466 г.
Шест години по-късно трябва да напусне Лигурия: поради разногласия със Сфорца, които контролират региона, на 16 септември 1472 г. е преместен от папа Сикст IV в епархията на Молфета и там става популярна фигура, тъй като през цялото времетраене на назначението пребивава постоянно в епархията – рядко нещо по това време, което става практика едва след Трентския събор. 
Спокойният темперамент и надеждността на Чибо благоприятстваха кариерното му израстване в Папската курия. В консисторията, отпразнувана от Сикст IV на 7 май 1473 г., по предложение на Джулиано дела Ровере той е назначен за кардинал презвитер, като първо получава титлата Санта Балбина, а през януари 1474 г. тази на Санта Чечилия.

### Избор за папа
Папа Сикст IV умира на 12 август 1484 г. и конклавът е открит на 26 август. Двамата главни герои са кардиналите Джулиано Дела Ровере и Родриго Борджа, които са начело на двете фракции, които се борят за избора на папа. Три дни по-късно обаче е избран Джовани Батиста Чибо. Неочакваната развръзка се дължи на факта, че нито един от двамата претенденти не успява да надделее над кандидатурата на съперника си. Всъщност Дела Ровере тогава е още твърде млад (41 години), докато Борджа няма достатъчно гласоподаватели на своя страна. Както вече се случва по-рано, кардиналите избиратели, за да излязат от патовата ситуация, избират „преходен папа“ – човек слаб по природа, следователно чувствителен към тяхното влияние. Кардинал Чибо се съобразява напълно с тези изисквания и в този смисъл не разочарова надеждите на своите избиратели. Избирането му е резултат от влиянието на кардинал Дела Ровере. По време на възкачването си на трона той е само на 52 години, така че не е стар, но лошото му здраве не обещава дълъг понтификат. Флорентинският посланик го преценява като човек, по-подходящ да бъде съветван, отколкото да съветва. Независимо от това новият папа притежава собствена визия за нещата, въпреки че със сигурност му липсва способността да командва.
На 12 септември той е коронясан в „Свети Петър“. Той избира името Инокентий VIII в памет на друг генуезки папа, Инокентий IV, като по този начин възобновява наследяването, което е спряно от времето на Западната схизма. Инокентий VIII е първият папа, за чието избиране е документирано използването на формулата Habemus Papam (от лат. „Имаме папа“), но е вероятно тя да е била традиционно използвана и преди, но едва от неговия понтификат тази формула е засвидетелствана и канонизирана.

### Папа

#### Църковно управление

##### Реорганизация на Римската курия
Подобно на своите предшественици Инокентий VIII предпочита семейството си, но през първите пет години от понтификата си не назначава нито един от роднините си за кардинали. Той утвърждава Джулиано Дела Ровере на поста му като главен съветник на Курията (на когото в края на краищата дължи поста си на кардинал и на папа). Родриго Борджа, съперникът на Дела Ровере, също е утвърден в Курията като вицеканцлер (вид министър- председател). Инокентий VIII прекарва понтификата си, застрашен от здравословни проблеми, затова е принуден да се довери на основните си съветници и да им делегира много възможности за избор. Дори когато прави племенника си Лоренцо Чибо де Мари кардинал, той не отнема никаква функция от двамата си главни съветници, за да я възложи на роднината.
Новият папа наследява силно затруднено финансово състояние: дългът възлиза на 250 000 дуката. Инокентий не пада духом и преди всичко залага тиарата си и част от съкровището в римска банка. Лошото управление на папските финанси от страна на Сикст IV го кара да преразгледа структурата на Римската курия. Тази реорганизация, вместо да е продиктувана от здравия разум, също е провокирана от желанието да се правят пари от новите служби, създадени специално срещу солидни плащания.

##### БулаSummis desidentes
На 5 декември 1484 г., в отговор на увещанията на германеца Хайнрих Крамер, папа Инокентий VIII издава известната папска була Summis desiderantes affectibus. Адресирана до доминиканските инквизитори Хайнрих Крамер и Якоб Шпренгер, булата потвърждава пълномощното да действа на териториите под юрисдикцията на църквите на Бремен, Кьолн, Майнц, Трир и Залцбург спрямо всички хора, заподозрени в съюз с дявола, в практикуване на магьосничество и в извършване на злини над хора и неща. Документът стана причина за много процеси, образувани от Инквизицията в страните от Християнска Европа.
Противно на значението, което ѝ приписват историците, булата на Инокентий VIII не предизвиква лов на вещици. Съдържанието ѝ не се различава фундаментално от десетките подобни документи, издавани редовно от предшестващите го папи. На първо място тя няма догматичен характер. Тя също не говори за изгаряне на вещици на клада. Напротив, моли двамата инквизитори, срещу хората, виновни за описаните престъпления, „да ги затворят и да конфискуват имуществото им". Значението на Summisdesirentes affectibus се крие по-скоро във факта, че това е една от първите папски були, които ще бъдат отпечатани, така че нейният обхват е много широк. Един от адресатите на булата, инквизиторът Хайнрих Крамер, я прикрепя към своя труд Malleus Maleficarum („Чукът на вещиците“), одобрен на 9 май 1487 г. от Теологическия факултет на Кьолнския университет), и също я възпроизвежда в следващите издания.
Инокентий VIII продължава двусмислената политика на Сикст IV спрямо Испанската инквизиция. Протестира срещу насилието ѝ, но не предприема конкретни стъпки, за да го спре. През 1487 г. той одобрява назначаването на Томас де Торквемада за велик инквизитор.

##### Кръстоносен поход срещу валденсите
Инокентий VIII обявява кръстоносен поход срещу валденсите – некатолическа християнска общност, която населява много долини на Западните Алпи. Папата предлага пълна индулгенция на всички, които се заангажират с него. За тази цел на 27 април 1487 г. той издава була, в която назначава за легат Алберто Катанео, архидякон на Кремона, за да се намеси при краля на Франция Шарл VIII и савойския херцог Карл III Савойски за да ги убеди да подготвят въоръжена експедиция. Ако във френския регион Дофине валденсите са прогонени от френските войски, слабостта на Савойското херцогство не позволява на силите на Пиемонт да изкоренят валденските общности, които остават проспериращи до преследването, забранено от Емануил Филиберт Савойски през втората половина на 16 век.

##### Осъждане на Пико дела Мирандола
Инокентий VIII преследва не само предполагаемите вещици и еретици, но също така и философски предложения. Папата яростно атакува философията на родения в Модена Джовани Пико дела Мирандола – един от най-известните философи хуманисти, привърженик на философия, основана на придобиването на християнско, езическо и еврейско знание за Кабала, което той събира в Conclusiones philosophicae, cabalisticae et theologica. През 1487 г. Инокентий VIII забранява, със заплахата от тежки църковни порицания, четенето на книгата; самата книга е изгорена и Пико, въпреки че е избягал във Франция, за да избегне попадането в ръцете на Инквизицията, е заловен и е затворен в замъка на Венсен през 1488 г. Освободен е с намесата на Лоренцо Великолепни.

#### Отношения с християнските монарси
Докато в Балканска Европа понтифексът не успява да постигне напредък срещу мюсюлманите, Инокентий VIII с благодарност приема новината, идваща от Испания, за падането на Гранада на 2 януари 1492 г., което става благодарение на Фернандо II Арагонски и Исабела I Кастилска. Падането на последното мюсюлманско владение на Иберийския полуостров е отбелязано в Рим с големи тържества и печели на кралете на Испания и техните наследници титлата „Католическо величество“. Демонстрациите на радост са придружени от празненствата на карнавала, направени великолепни благодарение на артистичния вкус на кардинал Рафаеле Риарио.
През 1486 г. крал Хенри VII е обявен за притежател на правото на английската корона чрез право на завоевание, наследство и народен избор.

#### Отношения с Италианските държави

##### Война срещу Неапол (1485 – 1486)
Фердинанд I се опитва да използва военната си мощ, за да разкъса феодалната връзка, която свързва Кралство Неапол със Светия престол: формално кралството е васал на Църквата. През юни 1485 г. той отказва да достави 8000 унции злато, необходими за церемонията на плащане на лептата, и организира нахлуването в Лацио. Инокентий VIII, посъветван от кардинал Джулиано Дела Ровере, предлага защитата си на неаполитанските барони, лоялни на Анжуйците. Той също така получава подкрепата на Генуа, Венеция и Кралство Франция, които се надяват да си върнат трона на Неапол, бивш на Анжуйците (1282 – 1442). Впоследствие папата извиква кондотиера Роберто Сансеверино в Рим и го поставя начело на своята армия (10 ноември 1485 г.).
Фердинанд I, съюзник на Флоренция и Милано, отговаря, като наема Орсини на своя служба като кондотиери. През зимата на 1485 г. неаполитанската армия, водена от Алфонсо II Неаполитански, син на Фердинанд I, и подсилена от войските на Вирджинио Орсини, прониква в Лацио от Сабинските планини, но не успява да достигне Рим поради съпротивата на папската армия. Сансеверино нарежда контраатака (януари 1486 г.), принуждавайки Алфонсо Арагонски да намери убежище в Питиляно, – владение на Орсини в Южна Тоскана. Патовата ситуация продължава до началото на май. Тогава съдбата се обръща в полза на неаполитанците. Те се реорганизират и побеждават Сансеверино при Монторио. След три месеца папата разбира, че изгледите за победа са изчезнали и започва да се готви за мир. Той избира кардинал Джовани Микиел да води преговорите с неаполитанците, които водят до договора от 11 август 1486 г. Миланското херцогство и Флорентинската република фигурират като гаранти за спазването му. Кардинал Дела Ровере, истинският поддръжник на войната срещу Неапол, губи доверието на папата, който решава да не се ползва повече от неговото сътрудничество. Въпреки това условията са благоприятни за Светия престол: кралят на Неапол се задължава да признае феодалния суверенитет на папата, на когото ще плаща годишна лепта плюс просрочените задължения. Мирът е скрепен от брака между племенницата на папат Перета Чибо Узодимаре (дъщеря на Теодорина и Герардо Узодимаре, папски ковчежник) с племенника на краля на Неапол, Алфонсо I дел Карето, маркиз на Финале и Ноли. Сватбата е отпразнувана в Рим на 16 ноември 1488 г.
През май 1487 г. обаче Фердинанд I обявява мирния договор за невалиден. Когато отново настъпва датата 29 юни, кралят на Неапол обяви, че няма да плати годишната лепта. Той също така окупира град Акуила и неговата територия. От Милано и Флоренция не последва реакция: папата разбира, че няма съюзници в Италия.
Търсейки нови разбирания на италианската шахматна дъска, Инокентий VIII намира достоен събеседник в лицето на Лоренцо де Медичи, владетел на Флоренция и съюзник на краля на Неапол. Споразумението е скрепено от брака между Франческето Чибо, – извънбрачен син на папата, и Мадалена де Медичи – дъщеря на Лоренцо, който се празнува на 20 януари 1488 г. Официални отношения са установени и с друг съюзник на Кралство Неапол – Миланското херцогство. Съюзът е подложен на изпитание през 1487 г., когато Милано, със собствените си войски, помага за потушаването на бунт, избухнал в Озимо, в Анконската марка. В Неапол Феранте I не се поколеба да потисне бунтовническите барони. Противно на обещанията за амнистия всички те са коварно убити.

##### Приятелство с Лоренцо Великолепни
От 1486 до 1492 г. Инокентий намира събеседник в лицето на най-великия италиански държавник на времето Лоренцо Великолепни. Последният, като се има предвид липсата на способности на Инокентий VIII в политическите дела, се надява да може да го използва за облагодетелстване на семейството си и, от друга страна, за да избегне нови войни на италианска земя. На пръв поглед семейната политика на Медичи се оказва успешна: Мадалена де Медичи се омъжва за Франческето Чибо, незаконен син на папата, на 20 януари 1488 г. във Ватикана. Освен това Инокентий обещава да назначи член на семейство Медичи за кардинал. Избран е 13-годишният Джовани де Медичи, син на Лоренцо, който на практика получава кардиналската шапка на 9 март 1489 г. По принцип ролята на първи съветник на папата преминава от Джулиано дела Ровере у Лоренцо де Медичи.

##### Втора война срещу Неапол (1489 – 1492)
През 1487 и 1488 г. кралят на Неапол не плаща на Апостолическия престол 8000 унции злато в съответствие с пакта за васалитет, който обвързва Неапол с Рим. Обявяването на крал Фердинанд I за неплатежоспособност рискува да доведе до наказателни последици: при третото поредно повторение за същото престъпление, което би се случило на 29 юни 1489 г., апостолическият съд може да наложи отлъчване от Църквата на арагонския суверен, след което непременно ще последва лишаване от трона. 29 юни 1489 г. минава без Фердинанд I да изпълни задълженията си. Папата оставя да минат няколко месеца и на 11 септември свиква публична консистория, която завършва с осъждането на Фердинанд I. Арагонският суверен е лишен от неаполитанската корона, която трябва да се счита за прехвърлена на Апостолическия престол. Инокентий VIII знае, че в действителност въпросът ще бъде окончателно разрешен само с оръжие. За това той не отлъчва суверена (за да избегне внезапна и прекомерна реакция от негова страна), но в същото време започва да се свързва с краля на Франция, заобикаляйки Анжуйците, които не се оказват надеждни. През септември той изпраща съобщение до Шарл VIII, в което го моли да отиде в Италия, за да подражава на делата на своите знаменити предци. Но кралят на Франция не помръдва, обяснявайки, че е въвлечен в някои вътрешни конфликти.
Силен с военното си превъзходство, кралят на Неапол започва политика на намеса във вътрешните работи на държавата на Църквата, облекчавайки различни градове, включително Камерино, и подбуждайки Орсини срещу папата. Освен това той заплашва папата, че е готов всеки момент да доведе армията си под стените на Рим. Неговото намерение е да провокира военно положение в целия Лацио, за да накара папата да се предаде. Инокентий VIII първо се обръща към Венеция, Милано и Флоренция, но тъй като не намира помощ, решава да отговори на краля на Неапол със същата твърдост: той заплашва Фердинанд I с отлъчване и налагане на запрещение върху цялото кралство. Той не успява да осъществи намерението си, тъй като през есента-зимата на 1490-1491 г. е покосен от болест. На 29 юни 1491 г. посланикът на Неапол доставя на папата без парите, докато в различни градове на държавата се увеличават признаците на нетърпение към папската власт.
Инокентий VIII отново успява да избегне нахлуването в Папската държава, като започва преки преговори с краля на Неапол. Фердинанд I се съгласи да плати на Апостолическата камера 36 000 дуката за уреждане на всички просрочени задължения; в замяна той получава замяната на годишната лепта с поддържането на контингент от войски и кораби в защита на Апостолическия престол. Новият мирен договор между Рим и Неапол е обявен в консисторията на 27 януари 1492 г. и е ратифициран на 7 февруари. Отново споразумението е подпечатано с брак: племенник на крал Фердинанд, дон Луиджи Арагонски, маркиз на Джераче, се жени за Батистина Узодимаре, внучка на папата (втора дъщеря на дъщеря му Теодорина). Сватбата се състои на 3 юни. В същия ден е провъзгласен актът за легитимиране на Арагонската династия на трона на Неапол. Наследникът на трона, Ферандино, принц на Капуа, получава папската инвеститура на кралството.

#### Връзки с турския султан
В съответствие с ангажиментите, поети при избора за папа Инокентий VIII се опитва да поднови усилията за организиране на кръстоносен поход срещу османските турци. През първите години от неговия понтификат конфликтът с Кралство Неапол на практика пречи на папата да изпълни резолюцията. Впоследствие се намесва нов факт, който кара Инокентий VIII да започне преговори с турския султан.
След смъртта на Мохамед II през 1481 г. наследяването на трона е оспорвано между двамата сина: Баязид II, най-големият и след това нов султан, и Шехзаде Джем, вторият син. Джем предизвика по-големия си брат на битка, но е победен (20 юни). За да не бъде убит, той се предава на рицарите на Родос, надявайки се да се съюзи с тях срещу брат си. Но рицарите сключват споразумение със султана при добри условия: Джем е държан далеч от Константинопол, в замяна новият султан се задължава да плаща на рицарите годишна рента за неговото попечителство. Великият магистър на рицарския религиозен орден, – френският кардинал Пиер д'Обюсон прехвърля принца във Франция (1482). Първо Джем е държан като затворник в замъка Рошшинар (Дофине), след това в този на Бурганьоф в Лимузен. През 1488 г., след шест години затвор във Франция, Джем е предаден на Инокентий VIII, който иска да го използва като част от плана си за кръстоносен поход срещу османците.
На 13 март 1489 г. Джем пристига в Рим. Инокентий VIII свиква конгрес на християнските монарси (1490 г.), за да започне кръстоносен поход. Европейските владетели изпращат свои представители в Рим, но решение не е взето, тъй като те отказват да се ангажират. В тази ситуация папата постига лично споразумение с Баязид II, принуждавайки турския султан да преговаря за задържането на своя съперник за престола. В замяна на плащането на 40 000 дуката годишно в злато папата обещава да държи Джем в строг затвор в Апостолическия дворец. В знак на благодарност султанът изпраща скъпоценна реликва в Рим: частица от върха на копието, пронизало хълбока на Исус на кръста – Светото копие. Инокентий VIII е първият папа, който установява отношения със султана на Османската империя.
Папата моли Джем да приеме християнството, но получава отказ. Въпреки това османският принц е полезен за политическите планове на Инокентий VIII, тъй като той заплашва да го освободи всеки път, когато Баязид планира военна кампания срещу християнските държави на Балканите.

#### Управление на Папската държава
Нерешителността и колебанието на Инокентий VIII не спомагат за вътрешната сигурност на Папската държава. Особено критична година е 1488 г. През април Анкона е временно превзета от краля на Унгария Матяш Корвин.  В допълнение към атаките отвън има вътрешни конфликти: господарят на Форли Джироламо Риарио е жертва на заговор. Папата не се намесва незабавно, за да отмени прякото управление на града от Светия престол, като се отказва от предоставянето на викариата на сина на Риарио, Отавиано. През есента на същата година Перуджа се разбунтува срещу управлението на папата: семейство Бальони се опитва да стане напълно независимо от папата.
Инокентий VIII се оказва великодушен към онези, които защитаваха Папската държава, като например общността на Сориано нел Чимино, която за защитата на своя град срещу феодала на Винянело Пиетро Паоло Нардини, който иска да го анексира, като по този начин отнеме суверенитета му от папата, е възнаградена с деноминацията Fidelitas, която все още се появява днес на общинския герб и с освобождаване от плащане на данъци към Апостолическата камара.

##### Меценатство и произведения, създадени в Рим
Инокентий VIII поръчва няколко творби на различни художници: Антонио Полайоло, Пинтурикио, Андреа Мантеня, Перуджино. През 1488 г. възлага на Андреа Мантеня да украси личния му параклис в Белведере с делата на Свети Йоан Кръстител, който е завършен през 1490 г. Сега на мястото на разрушения (през 18 век) Белведере се намират Ватиканските музеи. Той също така поръчва замъка Маляна: цялостната реставрация и адаптация на средновековната сграда започва през 1480 г. при понтификата на папа Сикст IV и продължава при този на папа Инокентий VIII, който през 1490 г. притежава повечето от средновековни структури и построява новата сграда, която носи неговото име.

### Смърт
Поради лошото си здраве по време на понтификата си Инокентий VIII често боледува. Няколко пъти състоянието му изглежда толкова тежко, че смъртта му изглежда неизбежна. На 25 юли 1492 г., вечерта на 60-ия си рожден ден, той умира. Погребан е във Ватиканската базилика, където почива и до днес. Неговото тяло е единственото тяло на папа, първоначално погребано в базиликата на Константин, запазено в новата базилика „Свети Петър“.
Смъртта на Инокентий VIII е предсказана няколко дни по-рано от доктора и астролог Амброджо Варезе да Розате, известен главен лекар на Лудовико Мавъра, херцог на Милано, към когото папата се обръща, за да научи за здравословното си състояние.
Има много грешки в датите, показани на двете надгробни плочи в надгробния му паметник в „Свети Петър“. Всъщност третият стих от горния надпис гласи „VIXIT ANNOS VII ME X DI XXV“ („Живя седем години, десет месеца и двадесет и седем дни“). Глаголът VIXIT („живя“) очевидно не може да се отнася за възрастта, а за периода, в който е живял като папа, и във всеки случай и дните са грешни. В четвъртия стих годината на смъртта – 1492, съобщена като MCDIIIC (1497), е грешна. Вероятно поради тази неправилна дата на смъртта надписът по-долу, поставен през 1621 г. от неговия правнук Алберико Чибо по повод превода на надгробния паметник, има друга грешка – фразата „NOVI ORBIS SVO AEVO INVENTI GLORIA“ („В неговия понтификат, славата на откриването на Новия свят“). Заминаването на Христофор Колумб от Палос де ла Фронтера е на 3 август 1492 г., няколко дни след смъртта на папата. Журналистът Руджеро Марино обяснява факта с хипотезата, че Инокентий VIII е упражнявал ролята на защитник на Колумб.

## Потомство
Има минимум седем деца, но само две са признати и узаконени, което им позволява престижни бракове:
- Теодорина Чибо (* 1455, 1508), ∞ за генуезеца Герардо Узодимаре, генуезки патриций и главен ковчежник на Светата римска църква, от когото има един син и две дъщери[24]
- Франческето Чибо (* ок. 1449/1450 в Неапол, † 25 юли 1519 в Рим), ∞ 25 февруари 1487 в Рим чрез представител и 20 януари 1488 г. лично за Мадалена де Медичи (* 25 юли 1473 във Флоренция; † 2 декември 1519 в Рим), втората дъщеря на Лоренцо де Медичи, господар на Флоренция, и на Клариса Орсини, както и сестра на бъдещия папа Лъв X. От нея има трима сина и пет дъщер. Той е баща на Лоренцо Кибо, който се жени за Ричарда Маласпина и от техния брак произлиза династията Чибо-МаласпинаЧибо-Маласпина, която управлява Маса и Карара до 18 век.[24]

### Други
- Giovanni Battista Picotti, INNOCENZO VIII Papa, в Enciclopedia Italiana, Istituto dell'Enciclopedia Italiana, 1933
- Marco Pellegrini, INNOCENZO VIII, papa, в Dizionario biografico degli italiani, vol. 62, Istituto dell'Enciclopedia Italiana, 2004
- Innocenzo VIII, в Dizionario di storia, Istituto dell'Enciclopedia Italiana, 2010
- (EN) Papa Innocenzo VIII, в Enciclopedia Britannica
- Papa Innocenzo VIII, на BeWeb, Conferenza Episcopale Italiana
- (EN) Pope Innocent VIIII, в Catholic Encyclopedia, Robert Appleton Company
- (EN) David M. Cheney, Pope Innocent VIII, в Catholic Hierarchy
- Papa Innocenzo VIII, в Enciclopedia dei Papi, Roma, Istituto dell'Enciclopedia Italiana, 2000
- (EN) Salvador Miranda, CIBO, Giovanni Battista, на fiu.edu – The Cardinals of the Holy Roman Church, Florida International University
- La Civiltà del Rinascimento in Italia